# Lymantria microstrigata
Lymantria microstrigata är en fjärilsart som beskrevs av Holloway 1999. Lymantria microstrigata ingår i släktet Lymantria och familjen tofsspinnare. Inga underarter finns listade i Catalogue of Life.